# Consejo de Estado (Francia)
En Francia, el Consejo de Estado (francés: Conseil d'État) es un órgano gubernamental que actúa a la vez como asesor jurídico del poder ejecutivo y como tribunal supremo de justicia administrativa. Creado en 1799 por Napoleón como sucesor del Consejo del Rey (Conseil du Roi), tiene su sede en el Palais-Royal de París y está formado principalmente por funcionarios jurídicos de alto nivel. El vicepresidente del Consejo de Estado es el noveno funcionario más importante de Francia.
Los miembros del Consejo de Estado forman parte del Gran Cuerpo del Estado francés (Grand corps de l'État). El Consejo de Estado recluta principalmente entre los estudiantes de alto nivel que se gradúan en la École nationale d'administration.

## Composición
La sesión general del Consejo de Estado está presidida por el primer ministro o, en su ausencia, por el ministro de Justicia. Sin embargo, dado que la presidencia real del Consejo la ostenta el vicepresidente, éste suele presidir todas las asambleas salvo las más protocolarias. Esto también se hace por razones obvias relacionadas con la separación de poderes.
Otros miembros del Consejo son, por orden decreciente de importancia
- Los jefes de departamento (Présidents de section)
- Consejeros ordinarios (Conseillers d'État ordinaires)
- Consejeros extraordinarios (Conseillers d'État en service extraordinaire)
- Maestros de peticiones (Maîtres des requêtes)
- Maestros de peticiones extraordinarios (Maîtres des requêtes en service extraordinaire)
- Maestros de primera clase (Auditeurs de première classe)
- Maestros (Auditeurs de deuxième classe)

El vicepresidente es nombrado por Orden del Consejo a propuesta del ministro de Justicia y es seleccionado entre los jefes de departamento o consejeros ordinarios del Consejo. Los jefes de división son igualmente nombrados y seleccionados entre los consejeros ordinarios.
Los consejeros ordinarios, los maestros de peticiones y los maestros mayores son nombrados en función de la antigüedad del rango anterior. Los nombramientos de fuera del Consejo pueden incluir a jueces de derecho administrativo o pueden provenir de fuera del sistema de justicia. Los maestros son reclutados entre los graduados de la Academia Nacional de Administración de Francia.
El Consejo se divide en 7 divisiones:
- Reclamaciones administrativas (section du contentieux) - véase más abajo.
- Informe y estudios (section du rapport et des études): redacta el informe anual, realiza estudios y ayuda a supervisar la ejecución de las sentencias y veredictos.
- Finanzas (section des finances), Interior (section de l'intérieur), Bienestar y Seguridad Social (section sociale), Obras Públicas (section des travaux publics) y Asuntos Administrativos (section de l'administration, creada por una orden de marzo de 2008) revisan todas y cada una de las órdenes e instrumentos legales emitidos por el Gabinete y examinan y firman todas las Órdenes del Consejo (décrets en Conseil d'État). Estos exámenes, aunque obligatorios, no son vinculantes. El Consejo de Estado también estudia las cuestiones jurídicas y los problemas planteados al Consejo de Ministros.[8] Además, se encarga de realizar las inspecciones de los tribunales administrativos.[9]